# Stefan Merriman
Stefan Marriman (Tauranga, 24 marzo 1973) è un pilota motociclistico australiano ritirarosi dall'attività agonistica, neozelandese di nascita.

## Carriera
Specialista dell'enduro ha vinto per 4 volte il titolo mondiale tra il 2000 e il 2004.
L'inizio della sua carriera nel motociclismo è stata però nella disciplina del trial per passare anche alle gare di velocità in circuito, prima di passare definitivamente al settore regolarità dal 1996. Nel 1997 c'è stata poi la sua prima convocazione per la nazionale australiana alla Sei Giorni Internazionale di Enduro che si teneva in Italia.
Nel 1998 ha deciso di competere nelle gare del mondiale, trasferendosi anche ad abitare in Italia. 
Dopo aver iniziato la carriera nell'enduro a bordo di motociclette Husqvarna con cui ha ottenuto i suoi primi due titoli iridati oltre a due secondi posti nella classifica, nel 2003 è passato a guidare veicoli della Honda (con cui ha ottenuto il terzo titolo), nel 2004 della Yamaha (con cui ha vinto il quarto titolo, oltre ad un secondo e un terzo posto) e nel 2007 della Aprilia (con cui ha ottenuto due quinti posti nel mondiale).
Dopo aver gareggiato nel mondiale fino al termine della stagione 2008, nel 2009 ha gareggiato nel campionato australiano, tornando ad utilizzare delle Yamaha. Per i traguardi raggiunti nella sua carriera, nel 2019 è stato inserito nella Hall of fame del motorsport australiano.

## Palmarès
| Mondiali enduro |                 |      |
| Oro             | Mondiale 250 2T | 2000 |
| Oro             | Mondiale 400 4T | 2001 |
| Argento         | Mondiale 400 4T | 2002 |
| Oro             | Mondiale 250 2T | 2003 |
| Oro             | Mondiale E1     | 2004 |
| Argento         | Mondiale E2     | 2005 |
| Bronzo          | Mondiale E2     | 2006 |